# Jan Trnka
Jan Trnka (* 28. března 1978 Přerov) je český lékař, biochemik, vysokoškolský pedagog a politik. Od roku 2022 je proděkanem pro rozvoj 3. lékařské fakulty Univerzity Karlovy.  
V květnu 2025 byl zvolen kandidátem na děkana 3. LF UK. Vedení fakulty převezme v únoru 2026. V letech 2010 až 2015 působil jako zastupitel městské části Praha 9. Mezi roky 2020 a 2022 byl místopředsedou hnutí Budoucnost

## Profesní a akademická kariéra
Vystudoval všeobecné lékařství na 3. lékařské fakultě Univerzity Karlovy v Praze a poté doktorské studium z biochemie spolu s magisterským studiem historie a filosofie vědy na Univerzitě v Cambridge. K roku 2017 dokončoval ve švédském Stockholmu magisterský obor pedagogika medicíny. V únoru 2017 obhájil na 2. lékařské fakultě Univerzity Karlovy habilitační práci „Vliv externích faktorů na mitochondriální funkci“ a stal se docentem. V prosinci 2024 jej prezident republiky Petr Pavel jmenoval na návrh Vědecké rady Univerzity Karlovy profesorem pro obor Lékařská chemie a biochemie.
Působí jako přednosta Ústavu biochemie, buněčné a molekulární biologie a vedoucí Katedry biomedicinských oborů 3. LF UK. Zabývá se výzkumem biochemických příčin obezity a diabetu, nádorovou a mitochondriální biologií a bioenergetikou. 
V květnu 2025 jej fakultní akademický senát zvolil kandidátem na děkana 3. lékařské fakultě Univerzity Karlovy. Ve volbě porazil přednostu Gynekologicko-porodnické kliniky Lukáše Roba. Vedení fakulty převezme v únoru 2026 na čtyřleté období.

## Politické působení
Byl členem Strany zelených (SZ). Ve straně také zastával pozici člena republikové rady a v týmu stínové vlády zodpovídal za oblast zdravotnictví. Mezi lety 2020 a 2022 byl členem předsednictva politického hnutí Budoucnost.
V komunálních volbách v roce 2010 byl jako člen SZ zvolený na kandidátce s názvem "Zelení a nezávislí pro Prahu 9" zastupitelem Městské části Praha 9. Ve volbách v roce 2014 pak mandát obhájil jako člen SZ na kandidátce subjektu „Trojkoalice SZ, KDU-ČSL, NK“. Ke konci března 2015 však na mandát rezignoval. V komunálních volbách v roce 2014 také kandidoval jako člen Strany zelených na kandidátce „TROJKOALICE SZ, KDU-ČSL, STAN“ do Zastupitelstva hlavního města Prahy, ale neuspěl.
Ve volbách do Poslanecké sněmovny PČR v roce 2013 kandidoval za Stranu zelených v Praze, ale neuspěl. Ve volbách do Poslanecké sněmovny PČR v roce 2017 byl lídrem Zelených v Plzeňském kraji, ale nebyl zvolen.
V komunálních volbách v roce 2022 kandidoval do zastupitelstva Prahy 3 ze 4. místa kandidátky koalice Praha 3 pro všechny, kterou tvořily ČSSD a Budoucnost, ale neuspěl. Zároveň kandidoval do Zastupitelstva hlavního města Prahy z 63. místa kandidátky koalice Solidarita, kterou tvořili ČSSD, Zelení, Budoucnost a Idealisté, ale také neuspěl.

## Soukromý život
Žije v městské části Praha 3. Dříve závodně vesloval, v letech 2006–2007 byl kapitánem veslařského klubu Lady Margaret Boat Club v Cambridge. Hraje v country-folkové skupině Severní nástupiště.